# Nival
Nival, Nival Interactive – rosyjskie studio zajmujące się produkcją gier komputerowych, założone w 1996 roku z siedzibą w Moskwie. Nival stworzył między innymi Heroes of Might and Magic V, Blitzkrieg i Blitzkrieg 2, dwie części Etherlords, Evil Islands, Silent Storm oraz obie części Rage of Mages.